# Diagramme QFL

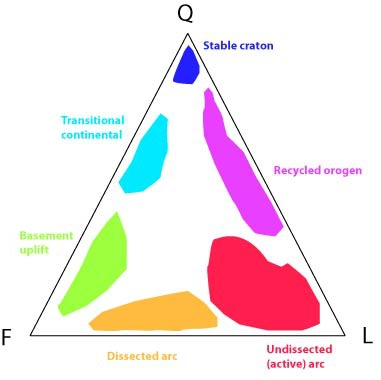
diagramme QFL montrant les domaines associés aux principaux types de sable

Un diagramme QFL (quartz, feldspath, fragments lithiques) est un type de diagramme ternaire qui permet de visualiser la composition modale des roches siliciclastiques, obtenue par exemple par la méthode de Gazzi et Dickinson (en). La classification des grains de chert est controversée: généralement classés comme fragments lithiques ils sont souvent plus pertinents dans le pôle Q. 

## Histoire
L'importance des diagrammes QFL est particulièrement visible dans les travaux de tectonique et de source-to-sink. La première démonstration connue de l'utilisation de diagrammes QFL est l'article de Bill Dickinson et Chris Suczek (1979), illustrant que la composition et la provenance d'un grès est un proxy de la tectonique de son environnement de formation.

## Utilisation

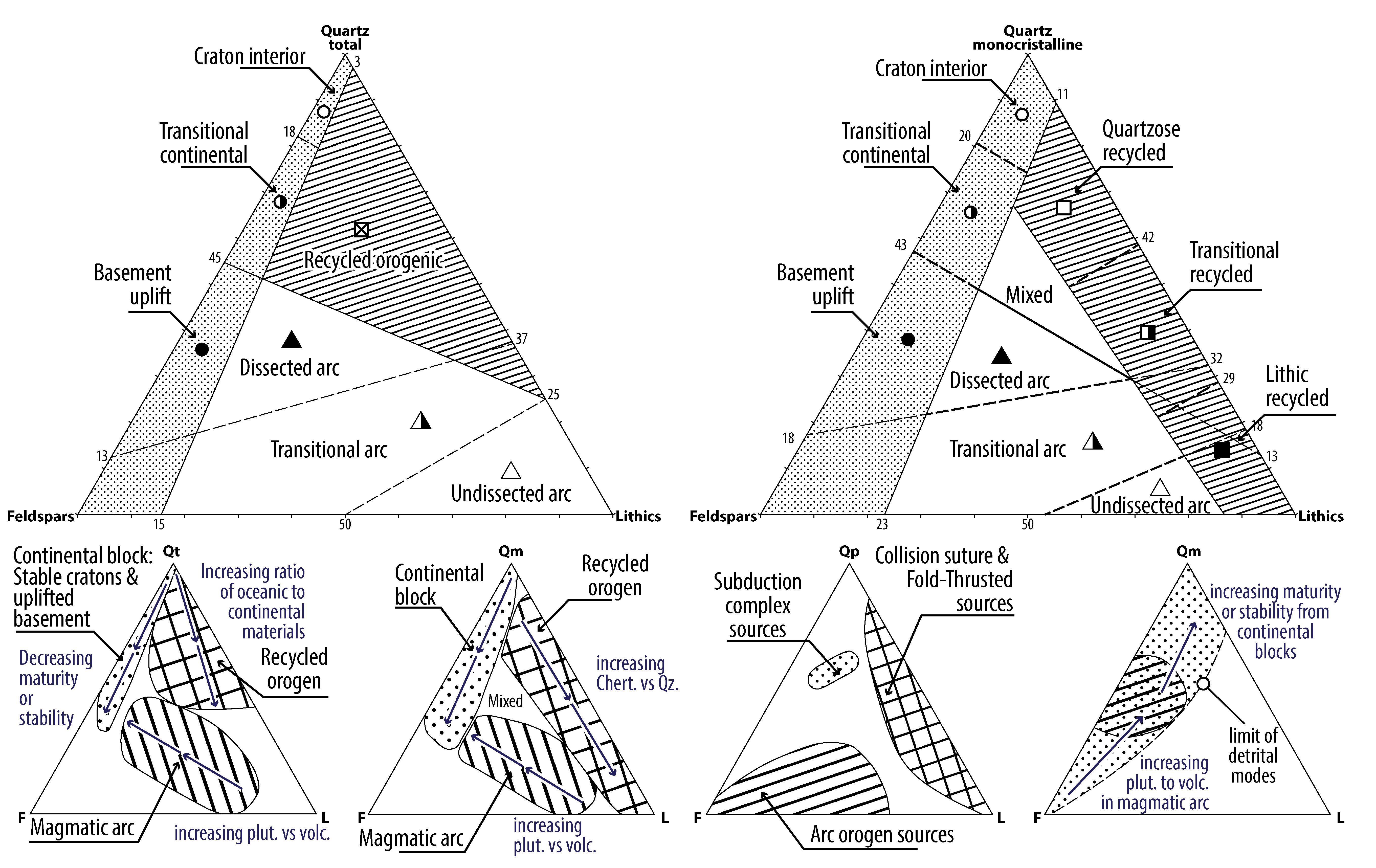
Diagrammes QFL.

Les diagrammes QFL permettent de classer les produits d'érosion et de déterminer leur origine probable,: 
- Les sables issus de cratons se regroupent près du pôle Q. Sous forme de grès, ceux-ci sont connus sous le nom d'arenites quartzitiques.
- Les sables continentaux transitoires se situent le long de la ligne QF. Sous forme de grès, on parle d'arkoses.
- Les sables issus de l'exhumation de roches du socle se trouvent près du pôle F. On parle également d'arkose pour les grès associés.
- Les sables d'orogène recyclé se situent près du pôle Q, mais avec des composants significatifs F et L. Ceux-ci sont connus sous le nom de grès lithique.
- Les sables d'arc se situent le long de la ligne F et L, avec parfois des composants Q significatifs. Le regroupement près du pôle F indique un arc disséqué, tandis que le regroupement près du pôle L indique un arc non disséqué, ou nouveau. Sous forme de grès, on parle d'arkose et/ou de grès lithique.

Il est à noter que ces règles générales connaissent de nombreuses exceptions.